# Football Club Internazionale Milano 1998-1999
Questa voce raccoglie le informazioni riguardanti il Football Club Internazionale Milano nelle competizioni ufficiali della stagione 1998-1999.

## Stagione

Il nuovo numero dieci interista, Roberto Baggio, in posa assieme al dirigente Facchetti.

L'acquisto del trentunenne Roberto Baggio – fautore di una rinascita al Bologna – accendeva il mercato dell'estate 1998, contraddistinta dalla prima partecipazione al nuovo formato della Champions League: coi francesi Silvestre e Dabo ad accompagnare gli azzurrini Pirlo e Ventola, la squadra – abbinata per la fase a gruppi al Real Madrid detentore del titolo – accolse un maggior numero di stranieri in organico rispetto agli italiani. L'estremo difensore Frey, anch'esso transalpino, fu scelto quale riserva di Pagliuca risultando il primo portiere nella storia societaria a vantare una nazionalità estera.
Malgrado le aspettative nutrite dall'ambiente, la partenza della stagione si rivelò in salita: sconfitti dagli iberici all'esordio in coppa, gli uomini di Simoni (al quale la stampa non lesinò critiche per il mancato utilizzo di Baggio e un'arrendevole opposizione in campo ai Blancos) pagarono anche le precarie condizioni fisiche di un Ronaldo reduce dal mondiale.
Da segnalare comunque in positivo l'imbattibilità casalinga nel massimo torneo d'Europa – una striscia inaugurata nel 1963 e che superò nell'occasione le 30 gare – e l'impatto realizzativo di Ventola, una cui doppietta salvò i nerazzurri a Cagliari nel debutto in campionato.

Ronaldo, passato in questa stagione a indossare la maglia numero nove, pur tra vari infortuni si confermerà il massimo goleador interista.

Se le vittorie ottenute con minimo scarto a danno di Sturm Graz e Spartak Mosca ponevano rimedio al passo falso in Spagna, la cinquina incassata dalla Lazio determinò un principio di crisi in chiave-scudetto: il 25 ottobre 1998 era ancora Del Piero a risolvere il derby d'Italia, col pubblico di San Siro poi ammutolito dal Bari la domenica successiva. Il punto guadagnato in occasione della trasferta russa (con Simeone che rispose al gol di Tikhonov) e un pareggio nella stracittadina non placarono le contestazioni della tifoseria, col morale risollevato però dall'affermazione sui madrileni nel penultimo incontro del girone: al 3-1 finale concorse una doppia realizzazione del Codino, dopo le reti di Zamorano e del futuro interista Seedorf.
L'esperienza in panchina del tecnico giunse tuttavia al capolinea in maniera inaspettata, con l'esonero avvenuto all'indomani del 2-1 contro la Salernitana: frattanto premiato con la Panchina d'oro, l'allenatore di Crevalcore – cui il presidente Massimo Moratti addossò le principali colpe per il gioco espresso – lasciò spazio a Mircea Lucescu. Assicuratasi il primo posto nel raggruppamento di Champions, l'Inter pescò gli inglesi del Manchester Utd per i quarti di finale: intanto a fine 1998 giunse, da parte della IFFHS, la nomina quale miglior club dell'anno a livello mondiale.

L'argentino Diego Simeone contrastato dal madridista e connazionale Redondo nella gara di San Siro del 25 novembre 1998.

Fresca degli ingaggi invernali di Dario Šimić e Gilberto, la Beneamata lanciò tra i professionisti il minorenne Sinigaglia: per il giovane centravanti una manciata di minuti con l'Empoli, avversario a cui Bergomi segnò nel girone di andata la sua ultima rete in Serie A. Assieme ai compagni di reparto Colonnese e Javier Zanetti, il capitano fu espulso da Braschi nell'andata delle semifinali di Coppa Italia contro il Parma: eliminata dai ducali per un'ulteriore sconfitta nel retour match, la compagine si era sbarazzata dei laziali nel turno precedente grazie anche alla fortuita deviazione dell'arbitro Ceccarini sul pallone calciato da Zé Elias.
Sul versante della Champions, un confronto globalmente «a senso unico» premiò i mancuniani, nonostante alcune recriminazioni nerazzurre (gol annullato a Simeone all'andata, e possibile rigore non fischiato su Zamorano al ritorno), col difficile scenario a provocare le rimostranze dei sostenitori: un fitto lancio di arance dagli spalti interessò infatti il derby milanese del 14 marzo 1999, seguito dal pesante knock out a Genova.
L'ex preparatore dei portieri Castellini assumeva quindi la conduzione tecnica dopo le dimissioni del romeno, a fronte di un accordo già raggiunto con Marcello Lippi per la stagione seguente: un nuovo cambio, stavolta col rientro dell'ancora tesserato Roy Hodgson, ebbe luogo a fine aprile. La scelta del britannico – reduce da un polemico abbandono dopo la finale di UEFA persa nel maggio 1997, e per molti principale causa del trasferimento di Roberto Carlos a Madrid perché "indisciplinato tatticamente" – riscuoteva un generico disappunto, inducendo financo Moratti a rassegnare l'addio alla carica presidenziale: cogliendo tramite una goleada all'Olimpico il solo trionfo esterno del 1999, i meneghini archiviarono con l'ottava posizione un campionato ben al di sotto dei pronostici.
A coronare una tra le più deludenti stagioni della storia interista, un fallimentare spareggio-UEFA contro il Bologna che consegnò ai felsinei l'ultimo piazzamento utile per iscriversi alle coppe continentali.

## Divise e sponsor

Nicola Ventola, Paulo Sousa e Andrea Pirlo posano con le tre divise interiste della stagione.

Lo sponsor tecnico della stagione 1998-99 fu Nike, marchio legatosi per la prima volta al sodalizio nerazzurro, mentre lo sponsor ufficiale fu Pirelli.
Per la prima e seconda divisa, venne confermata la tradizione del club: classico template palato nerazzurro per le sfide a San Siro, abbinato ad altrettanto canonici pantaloncini e calzettoni neri, e similmente un completo bianco per le trasferte, quest'ultimo solo arricchito da due sottili strisce nerazzurre a circoscrivere il jersey sponsor sul petto. Per la terza uniforme ci fu invece la novità di una casacca «twilight blue» con fascia nera.
| Casa | Trasferta | Terza divisa | 1ª portiere | 2ª portiere | 3ª portiere |

## Organigramma societario
Area direttiva
- Presidente: Massimo Moratti[1]
- Vice Presidente: Giammaria Visconti di Modrone e Giuseppe Prisco
- Amministratore delegato: Rinaldo Ghelfi e Luigi Predeval
- Direttore Generale: Luigi Predeval

Area comunicazione
- Responsabile area comunicazione: Gino Franchetti
- Ufficio Stampa: Sandro Sabatini

Area tecnica
- Direttore sportivo: Sandro Mazzola
- Allenatore: Luigi Simoni,[81] Mircea Lucescu,[82] Luciano Castellini,[83] Roy Hodgson
- Allenatore in seconda: Sergio Pini,[81] Luciano Castellini
- Preparatore atletico: Claudio Bordon
- Vice preparatore atletico: Mauro Franzetti
- Preparatore dei portieri: Luciano Castellini

Area sanitaria
- Medici sociali: Piero Volpi e Fabio Forloni
- Fisioterapista: Marco Chaulan
- Massaggiatori: Massimo Della Casa e Marco Della Casa

## Rosa
Di seguito la rosa.
| N. |                        | Ruolo | Calciatore                       |
| -- | ---------------------- | ----- | -------------------------------- |
| 1  | Italia (bandiera)      | P     | Gianluca Pagliuca (vicecapitano) |
| 2  | Italia (bandiera)      | D     | Giuseppe Bergomi (capitano)      |
| 3  | Italia (bandiera)      | D     | Francesco Colonnese              |
| 4  | Argentina (bandiera)   | D     | Javier Zanetti                   |
| 5  | Italia (bandiera)      | D     | Fabio Galante                    |
| 6  | Francia (bandiera)     | C     | Youri Djorkaeff                  |
| 7  | Italia (bandiera)      | D     | Salvatore Fresi                  |
| 8  | Paesi Bassi (bandiera) | C     | Aron Winter                      |
| 9  | Brasile (bandiera)     | A     | Ronaldo                          |
| 10 | Italia (bandiera)      | A     | Roberto Baggio                   |
| 11 | Italia (bandiera)      | A     | Nicola Ventola                   |
| 12 | Italia (bandiera)      | P     | Andrea Mazzantini                |
| 13 | Brasile (bandiera)     | C     | Zé Elias                         |
| 14 | Argentina (bandiera)   | C     | Diego Simeone                    |
| 15 | Francia (bandiera)     | C     | Benoît Cauet                     |
| 16 | Nigeria (bandiera)     | D     | Taribo West                      |

| N. |                       | Ruolo | Calciatore        |
| -- | --------------------- | ----- | ----------------- |
| 17 | Italia (bandiera)     | C     | Francesco Moriero |
| 18 | Cile (bandiera)       | A     | Iván Zamorano     |
| 19 | Portogallo (bandiera) | C     | Paulo Sousa       |
| 20 | Uruguay (bandiera)    | A     | Álvaro Recoba     |
| 20 | Brasile (bandiera)    | D     | Gilberto Melo     |
| 21 | Italia (bandiera)     | A     | Andrea Pirlo      |
| 22 | Francia (bandiera)    | P     | Sébastien Frey    |
| 23 | Croazia (bandiera)    | D     | Dario Šimić       |
| 23 | Italia (bandiera)     | D     | Cristiano Zanetti |
| 24 | Francia (bandiera)    | D     | Mikaël Silvestre  |
| 25 | Italia (bandiera)     | D     | Mauro Milanese    |
| 26 | Francia (bandiera)    | D     | Zoumana Camara    |
| 27 | Francia (bandiera)    | D     | Ousmane Dabo      |
| 28 | Italia (bandiera)     | D     | Luca Mezzano      |
| 29 | Nigeria (bandiera)    | A     | Nwankwo Kanu      |
| 30 | Italia (bandiera)     | P     | Raffaele Nuzzo    |

## Calciomercato

### Sessione estiva(dall'1/7 al 31/8)
| Acquisti | Acquisti           | Acquisti         | Acquisti                   |
| R.       | Nome               | da               | Modalità                   |
| -------- | ------------------ | ---------------- | -------------------------- |
| P        | Sébastien Frey     | Cannes           | fine prestito              |
| P        | Giorgio Frezzolini | Fidelis Andria   | fine prestito              |
| D        | Zoumana Camara     | Saint-Étienne    | definitivo                 |
| D        | Matteo Ferrari     | Genoa            | fine prestito              |
| D        | Mikaël Silvestre   | Rennes           | definitivo (14 miliardi ₤) |
| C        | Ousmane Dabo       | Rennes           | definitivo                 |
| C        | Andrea Pirlo       | Brescia          | definitivo                 |
| C        | Cristiano Zanetti  | Reggiana         | definitivo                 |
| A        | Roberto Baggio     | Bologna          | definitivo                 |
| A        | Mohammed Kallon    | Bologna          | fine prestito              |
| A        | Alonso Piola       | Internacional    | fine prestito              |
| A        | Gionatha Spinesi   | Castel di Sangro | riscatto                   |
| A        | Nicola Ventola     | Bari             | definitivo                 |

| Cessioni | Cessioni           | Cessioni | Cessioni                  |
| R.       | Nome               | a        | Modalità                  |
| -------- | ------------------ | -------- | ------------------------- |
| P        | Giorgio Frezzolini | Milan    | prestito                  |
| D        | Matteo Ferrari     | Lecce    | prestito                  |
| D        | Martín Rivas       | Perugia  | prestito                  |
| D        | Luigi Sartor       | Parma    | definitivo                |
| D        | Massimo Tarantino  | Bologna  | rinnovo compartecipazione |
| A        | Mohammed Kallon    | Cagliari | prestito                  |
| A        | Gionatha Spinesi   | Bari     | compartecipazione         |
| A        | Samuel Ipoua       | Tolosa   | definitivo                |

### Sessione autunnale
| Acquisti | Acquisti | Acquisti | Acquisti |
| R.       | Nome     | da       | Modalità |
| -------- | -------- | -------- | -------- |

| Cessioni | Cessioni          | Cessioni    | Cessioni               |
| R.       | Nome              | a           | Modalità               |
| -------- | ----------------- | ----------- | ---------------------- |
| D        | Salvatore Fresi   | Salernitana | prestito (a novembre)  |
| C        | Cristiano Zanetti | Cagliari    | prestito (a ottobre)   |
| C        | Ousmane Dabo      | Vicenza     | prestito (a ottobre)   |
| A        | Nwankwo Kanu      | Arsenal     | definitivo (a ottobre) |

### Sessione invernale (dal 2/1 all'1/2)
| Acquisti | Acquisti    | Acquisti        | Acquisti   |
| R.       | Nome        | da              | Modalità   |
| -------- | ----------- | --------------- | ---------- |
| D        | Gilberto    | Cruzeiro        | definitivo |
| D        | Dario Šimić | Dinamo Zagabria | definitivo |

| Cessioni | Cessioni          | Cessioni | Cessioni     |
| R.       | Nome              | a        | Modalità     |
| -------- | ----------------- | -------- | ------------ |
| P        | Andrea Mazzantini | Perugia  | "definitivo" |
| D        | Zoumana Camara    | Empoli   | prestito     |
| D        | Luca Mezzano      | Perugia  | prestito     |
| A        | Álvaro Recoba     | Venezia  | prestito     |

## Risultati

### Serie A

#### Girone di andata
| Arbitro: | Treossi (Forlì) |

|                      |           |                  |
| Kallon 31’ Muzzi 42’ | Marcatori | 77’, 83’ Ventola |

| Arbitro: | Pellegrino (Barcellona Pozzo di Gotto) |

|                    |           |  |
| Ronaldo 66’ (rig.) | Marcatori |  |

| Arbitro: | Racalbuto (Gallarate) |

|                |           |                         |
| Carparelli 13’ | Marcatori | 26’ Bergomi 37’ Ventola |

| Arbitro: | Farina (Novi Ligure) |

|                            |           |  |
| Zamorano 11’ Djorkaeff 55’ | Marcatori |  |

| Arbitro: | Boggi (Salerno) |

|                               |           |                                                       |
| Winter 22’ Ventola 77’, 90+6’ | Marcatori | 1’ Salas 36’, 53’ Conceição 40’ R. Mancini 72’ Nedvěd |

| Arbitro: | Messina (Bergamo) |

|               |           |  |
| Del Piero 87’ | Marcatori |  |

| Arbitro: | Farina (Novi Ligure) |

|                                    |           |                                |
| Ronaldo 87’ (rig.) Colonnese 90+1’ | Marcatori | 46’ Zambrotta 73’, 88’ Masinga |

| Arbitro: | Tombolini (Ancona) |

|                               |           |                        |
| Weah 13’ Albertini 59’ (rig.) | Marcatori | 7’ Ronaldo 48’ Moriero |

| Arbitro: | Trentalange (Torino) |

|                                              |           |  |
| Djorkaeff 6’ (rig.), 17’ (rig.) Zamorano 80’ | Marcatori |  |

| Arbitro: | Rodomonti (Teramo) |

|                                        |           |                     |
| Padalino 5’ Batistuta 16’ Heinrich 75’ | Marcatori | 3’ (rig.) Djorkaeff |

| Arbitro: | Rodomonti (Teramo) |

|                           |           |                |
| Simeone 76’ Zanetti 90+5’ | Marcatori | 43’ Di Michele |

| Arbitro: | Racalbuto (Gallarate) |

|                  |           |                 |
| Luiso 21’ (rig.) | Marcatori | 90+3’ Silvestre |

| Arbitro: | Messina (Bergamo) |

|  |           |             |
|  | Marcatori | 87’ Ronaldo |

| Arbitro: | Pellegrino (Barcellona Pozzo di Gotto) |

|                                                  |           |                  |
| Cauet 59’ Zamorano 77’ R. Baggio 87’ Zanetti 89’ | Marcatori | 38’ Paulo Sérgio |

| Arbitro: | Trentalange (Torino) |

|           |           |  |
| Fuser 54’ | Marcatori |  |

| Arbitro: | Borriello (Mantova) |

|                                                             |           |                  |
| Ronaldo 4’ (rig.), 72’ R. Baggio 24’ Zamorano 29’, 42’, 47’ | Marcatori | 20’, 90’ Maniero |

| Arbitro: | Boggi (Salerno) |

|                                    |           |  |
| Signori 41’ (rig.) D. Fontolan 52’ | Marcatori |  |

#### Girone di ritorno
| Arbitro: | Trentalange (Torino) |

|                                               |           |          |
| R. Baggio 30’, 78’ Šimić 60’ Simeone 67’, 72’ | Marcatori | 3’ Muzzi |

| Piacenza 31 gennaio 1999, ore 14:30 CET 19ª giornata | Piacenza          | 0 – 0 referto | Inter | Stadio Leonardo Garilli (16.000 spett.)\| Arbitro: \| Messina (Bergamo) \| |
| Arbitro:                                             | Messina (Bergamo) |               |       |                                                                            |

| Arbitro: | Tombolini (Ancona) |

|                                                           |           |                |
| R. Baggio 7’ Simeone 17’ Djorkaeff 35’ (rig.), 67’, 90+1’ | Marcatori | 57’ Carparelli |

| Arbitro: | Racalbuto (Gallarate) |

|                         |           |                        |
| Kaviedes 19’ Rapaić 81’ | Marcatori | 90+5’ (rig.) Djorkaeff |

| Arbitro: | Cesari (Genova) |

|               |           |  |
| Conceição 39’ | Marcatori |  |

| Milano 27 febbraio 1999, ore 20:30 CET 23ª giornata | Inter              | 0 – 0 referto | Juventus | Stadio Giuseppe Meazza (18.000 spett.)\| Arbitro: \| Tombolini (Ancona) \| |
| Arbitro:                                            | Tombolini (Ancona) |               |          |                                                                            |

| Arbitro: | Trentalange (Torino) |

|                |           |  |
| Osmanovski 43’ | Marcatori |  |

| Arbitro: | Collina (Viareggio) |

|                               |           |                   |
| N'Gotty 7’ (aut.) Zanetti 77’ | Marcatori | 14’, 52’ Leonardo |

| Arbitro: | Tombolini (Ancona) |

|                                          |           |  |
| Montella 12’, 52’ (rig.), 66’ Ortega 69’ | Marcatori |  |

| Arbitro: | Trentalange (Torino) |

|                                |           |  |
| Ronaldo 45’ (rig.), 83’ (rig.) | Marcatori |  |

| Arbitro: | Ceccarini (Livorno) |

|                                  |           |  |
| Di Michele 8’ F. Giampaolo 90+1’ | Marcatori |  |

| Arbitro: | Borriello (Mantova) |

|                    |           |                 |
| Ronaldo 42’ (rig.) | Marcatori | 51’ M. Beghetto |

| Arbitro: | Racalbuto (Gallarate) |

|              |           |                                      |
| Zamorano 53’ | Marcatori | 11’ (rig.), 64’ M. Amoroso 87’ Poggi |

| Arbitro: | Collina (Viareggio) |

|                                                                   |           |                                                |
| Totti 26’ (rig.) Paulo Sérgio 47’ Delvecchio 49’ Di Francesco 79’ | Marcatori | 17’, 56’ Ronaldo 22’, 35’ Zamorano 87’ Simeone |

| Arbitro: | Racalbuto (Gallarate) |

|             |           |                                   |
| Ronaldo 25’ | Marcatori | 47’ Stanić 49’ Asprilla 62’ Fuser |

| Arbitro: | De Santis (Tivoli) |

|                                     |           |                    |
| Volpi 1’ Frey 4’ (aut.) Maniero 19’ | Marcatori | 52’ (rig.) Ronaldo |

| Arbitro: | Rodomonti (Teramo) |

|                                  |           |                |
| Ronaldo 8’ Šimić 87’ Ventola 89’ | Marcatori | 88’ Simutenkov |

### Champions League

#### Secondo turno preliminare
| Arbitro: | Stuchlik |

|                                                   |           |  |
| Zamorano 6’ Simeone 10’ Ventola 20’ R. Baggio 59’ | Marcatori |  |

| Arbitro: | Bikas |

|              |           |                                       |
| Miholaps 21’ | Marcatori | 9’ Zamorano 53’ Galante 70’ Djorkaeff |

#### Fase a gironi
| Arbitro: | Dallas |

|                               |           |  |
| Hierro 80’ (rig.) Seedorf 90’ | Marcatori |  |

| Arbitro: | Pedersen |

|               |           |  |
| Djorkaeff 90’ | Marcatori |  |

| Arbitro: | Batta |

|                         |           |               |
| Ventola 32’ Ronaldo 59’ | Marcatori | 65’ Tsymbalar |

| Arbitro: | Meier |

|              |           |             |
| Tikhonov 68’ | Marcatori | 89’ Simeone |

| Arbitro: | Merk |

|                              |           |             |
| Zamorano 51’ Baggio 86’, 90’ | Marcatori | 57’ Seedorf |

| Arbitro: | Granat |

|  |           |                           |
|  | Marcatori | 64’ Zanetti 80’ R. Baggio |

#### Fase a eliminazione diretta
| Arbitro: | Krug |

|               |           |  |
| Yorke 7’, 45’ | Marcatori |  |

| Arbitro: | Veissière |

|             |           |             |
| Ventola 63’ | Marcatori | 88’ Scholes |

### Coppa Italia
| Arbitro: | Trentalange (Torino) |

|              |           |  |
| Zamorano 27’ | Marcatori |  |

| Cesena 24 settembre 1998, ore 20:30 CET Sedicesimi di finale - Ritorno | Cesena             | 0 – 0 | Inter | Stadio Dino Manuzzi (21.369 spett.)\| Arbitro: \| Rodomonti (Teramo) \| |
| Arbitro:                                                               | Rodomonti (Teramo) |       |       |                                                                         |

| Arbitro: | Tombolini (Ancona) |

|             |           |  |
| Ventola 26’ | Marcatori |  |

| Arbitro: | Tombolini (Ancona) |

|              |           |                      |
| Bernardi 76’ | Marcatori | 84’ (rig.) Djorkaeff |

| Arbitro: | Ceccarini (Livorno) |

|                       |           |               |
| Salas 13’ (rig.), 47’ | Marcatori | 32’ Djorkaeff |

| Arbitro: | Ceccarini (Livorno) |

|                                                         |           |                        |
| Cauet 13’ Djorkaeff 26’, 69’ Zé Elias 74’ Moriero 90+3’ | Marcatori | 10’ Vieri 34’ Lombardo |

| Arbitro: | Braschi (Prato) |

|  |           |                       |
|  | Marcatori | 76’ Verón 90+6’ Balbo |

| Arbitro: | De Santis (Tivoli) |

|                     |           |              |
| Chiesa 4’ Verón 36’ | Marcatori | 10’ Zamorano |

#### Spareggio per l'accesso in Coppa UEFA
| Arbitro: | Boggi (Salerno) |

|               |           |                            |
| R. Baggio 59’ | Marcatori | 7’ Andersson 49’ Paramatti |

| Arbitro: | Cesari (Genova) |

|                          |           |             |
| Signori 3’ Bettarini 41’ | Marcatori | 90’ Ventola |

## Statistiche
Statistiche aggiornate al 30 maggio 1999.

### Statistiche di squadra
| Competizione     | Punti | In casa | In casa | In casa | In casa | In casa | In casa | In trasferta | In trasferta | In trasferta | In trasferta | In trasferta | In trasferta | Totale | Totale | Totale | Totale | Totale | Totale | DR |
| Competizione     | Punti | G       | V       | N       | P       | Gf      | Gs      | G            | V            | N            | P            | Gf           | Gs           | G      | V      | N      | P      | Gf     | Gs     | DR |
| ---------------- | ----- | ------- | ------- | ------- | ------- | ------- | ------- | ------------ | ------------ | ------------ | ------------ | ------------ | ------------ | ------ | ------ | ------ | ------ | ------ | ------ | -- |
| Serie A          | 46    | 17      | 10      | 3       | 4       | 43      | 24      | 17           | 3            | 4            | 10           | 16           | 30           | 34     | 13     | 7      | 14     | 59     | 54     | 5  |
| Coppa Italia     | -     | 4       | 3       | 0       | 1       | 7       | 4       | 4            | 0            | 2            | 2            | 3            | 5            | 8      | 3      | 2      | 3      | 10     | 9      | 1  |
| Spareggio        | -     | 1       | 0       | 0       | 1       | 1       | 2       | 1            | 0            | 0            | 1            | 1            | 2            | 2      | 0      | 0      | 2      | 2      | 4      | −2 |
| Champions League | 13    | 5       | 4       | 1       | 0       | 11      | 3       | 5            | 2            | 1            | 2            | 6            | 6            | 10     | 6      | 2      | 2      | 17     | 9      | 8  |
| Totale           | -     | 27      | 17      | 4       | 6       | 62      | 33      | 27           | 5            | 7            | 15           | 26           | 43           | 54     | 22     | 11     | 21     | 88     | 76     | 12 |

### Statistiche dei giocatori
Sono in corsivo i calciatori che hanno lasciato la società a stagione in corso.
| Giocatore     | Serie A  | Serie A | Serie A     | Serie A    | Coppa Italia | Coppa Italia | Coppa Italia | Coppa Italia | Champions League | Champions League | Champions League | Champions League | Totale   | Totale | Totale      | Totale     |
| Giocatore     | Presenze | Reti    | Ammonizioni | Espulsioni | Presenze     | Reti         | Ammonizioni  | Espulsioni   | Presenze         | Reti             | Ammonizioni      | Espulsioni       | Presenze | Reti   | Ammonizioni | Espulsioni |
| ------------- | -------- | ------- | ----------- | ---------- | ------------ | ------------ | ------------ | ------------ | ---------------- | ---------------- | ---------------- | ---------------- | -------- | ------ | ----------- | ---------- |
| R. Baggio     | 23       | 5       | 3           | 0          | 4+2          | 0+1          | 0+0          | 0+0          | 6                | 4                | 0                | 0                | 35       | 10     | 3           | 0          |
| G. Bergomi    | 23       | 1       | 7           | 0          | 5+0          | 0+0          | 1+0          | 1+0          | 9                | 0                | 2                | 0                | 37       | 1      | 10          | 1          |
| Z. Camara     | 0        | 0       | 0           | 0          | 2+0          | 0+0          | 1+0          | 0+0          | 0                | 0                | 0                | 0                | 2        | 0      | 1           | 0          |
| B. Cauet      | 28       | 1       | 10          | 0          | 7+2          | 1+0          | 0+0          | 0+0          | 9                | 0                | 1                | 0                | 46       | 2      | 11          | 0          |
| F. Colonnese  | 28       | 1       | 10          | 0          | 5+1          | 0+0          | 0+0          | 1+0          | 6                | 0                | 1                | 1                | 40       | 1      | 11          | 2          |
| O. Dabo       | 5        | 0       | 2           | 0          | 3+0          | 0+0          | 0+0          | 0+0          | 0                | 0                | 0                | 0                | 8        | 0      | 2           | 0          |
| Y. Djorkaeff  | 25       | 8       | 2           | 0          | 6+0          | 4+0          | 0+0          | 0+0          | 5                | 2                | 0                | 0                | 36       | 14     | 2           | 0          |
| S. Fresi      | 1        | 0       | 1           | 0          | 1+0          | 0+0          | 0+0          | 0+0          | 3                | 0                | 1                | 0                | 5        | 0      | 2           | 0          |
| S. Frey       | 7        | -10     | 1           | 0          | 2+0          | -1+0         | 0+0          | 0+0          | 0                | 0                | 0                | 0                | 9        | -11    | 1           | 0          |
| F. Galante    | 17       | 0       | 2           | 0          | 3+0          | 0+0          | 2+0          | 0+0          | 9                | 1                | 1                | 0                | 29       | 1      | 5           | 0          |
| Gilberto      | 2        | 0       | 0           | 0          | 1+0          | 0+0          | 0+0          | 0+0          | 0                | 0                | 0                | 0                | 3        | 0      | 0           | 0          |
| N. Kanu       | 1        | 0       | 0           | 0          | 1+0          | 0+0          | 0+0          | 0+0          | 0                | 0                | 0                | 0                | 2        | 0      | 0           | 0          |
| A. Mazzantini | 0        | 0       | 0           | 0          | 0+0          | 0+0          | 0+0          | 0+0          | 0                | 0                | 0                | 0                | 0        | 0      | 0           | 0          |
| L. Mezzano    | 0        | 0       | 0           | 0          | 2+0          | 0+0          | 0+0          | 0+0          | 0                | 0                | 0                | 0                | 2        | 0      | 0           | 0          |
| M. Milanese   | 7        | 0       | 2           | 0          | 4+1          | 0+0          | 0+0          | 0+0          | 3                | 0                | 0                | 0                | 15       | 0      | 2           | 0          |
| F. Moriero    | 11       | 1       | 2           | 0          | 3+0          | 1+0          | 0+0          | 0+0          | 4                | 0                | 0                | 0                | 18       | 2      | 2           | 0          |
| R. Nuzzo      | 1        | 0       | 0           | 0          | 0+0          | 0+0          | 0+0          | 0+0          | 0                | 0                | 0                | 0                | 1        | 0      | 0           | 0          |
| G. Pagliuca   | 29       | -44     | 4           | 0          | 6+2          | -8+-4        | 1+0          | 0+0          | 10               | -9               | 0                | 0                | 47       | -65    | 5           | 0          |
| A. Pirlo      | 18       | 0       | 1           | 0          | 5+2          | 0+0          | 0+0          | 0+0          | 7                | 0                | 0                | 0                | 32       | 0      | 1           | 0          |
| A. Recoba     | 1        | 0       | 0           | 0          | 1+0          | 0+0          | 0+0          | 0+0          | 2                | 0                | 0                | 0                | 4        | 0      | 0           | 0          |
| Ronaldo       | 19       | 14      | 1           | 0          | 2+1          | 0+0          | 0+0          | 0+0          | 6                | 1                | 0                | 0                | 28       | 15     | 1           | 0          |
| M. Silvestre  | 18       | 1       | 1           | 0          | 5+2          | 0+0          | 0+0          | 0+0          | 6                | 0                | 1                | 0                | 31       | 1      | 2           | 0          |
| D. Simeone    | 27       | 5       | 4           | 1          | 7+1          | 0+0          | 1+0          | 0+0          | 9                | 2                | 0                | 0                | 44       | 7      | 5           | 1          |
| D. Šimić      | 17       | 2       | 0           | 0          | 2+2          | 0+0          | 0+0          | 0+0          | 0                | 0                | 0                | 0                | 21       | 2      | 0           | 0          |
| D. Sinigaglia | 1        | 0       | 0           | 0          | 0+0          | 0+0          | 0+0          | 0+0          | 0                | 0                | 0                | 0                | 1        | 0      | 0           | 0          |
| P. Sousa      | 10       | 0       | 2           | 1          | 4+2          | 0+0          | 0+0          | 0+0          | 3                | 0                | 0                | 0                | 19       | 0      | 2           | 1          |
| N. Ventola    | 21       | 6       | 2           | 1          | 7+2          | 1+1          | 1+0          | 0+0          | 7                | 3                | 0                | 0                | 37       | 11     | 3           | 1          |
| T. West       | 21       | 0       | 4           | 0          | 4+2          | 0+0          | 2+0          | 0+0          | 3                | 0                | 1                | 0                | 30       | 0      | 7           | 0          |
| A. Winter     | 28       | 1       | 2           | 0          | 6+1          | 0+0          | 0+0          | 0+0          | 7                | 0                | 1                | 0                | 42       | 1      | 3           | 0          |
| I. Zamorano   | 25       | 9       | 2           | 2          | 3+0          | 2+0          | 0+0          | 0+0          | 10               | 3                | 0                | 0                | 38       | 14     | 2           | 2          |
| C. Zanetti    | 0        | 0       | 0           | 0          | 1+0          | 0+0          | 0+0          | 0+0          | 1                | 0                | 0                | 0                | 2        | 0      | 0           | 0          |
| J. Zanetti    | 34       | 3       | 2           | 0          | 5+2          | 0+0          | 0+0          | 1+0          | 9                | 1                | 0                | 0                | 50       | 4      | 2           | 1          |
| Zé Elias      | 13       | 0       | 4           | 0          | 5+1          | 1+0          | 1+0          | 0+0          | 4                | 0                | 3                | 0                | 23       | 1      | 8           | 0          |